# Time to market

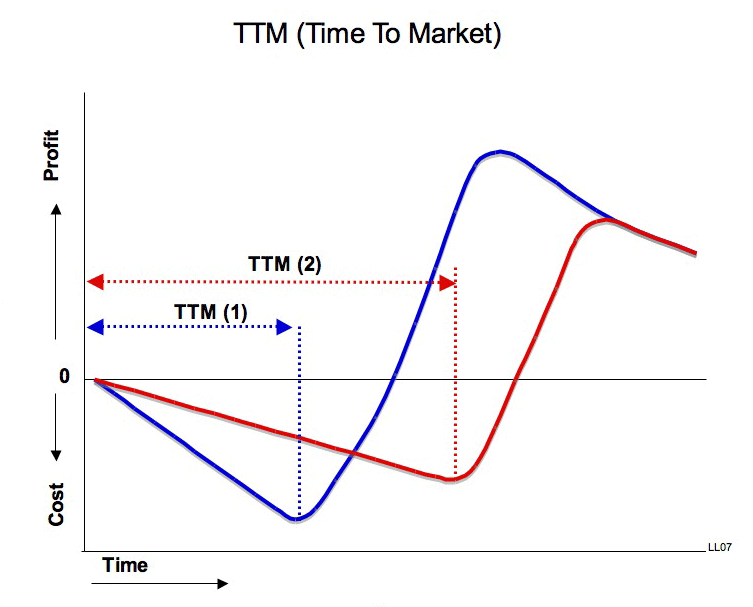
TTM (Temps de màrqueting). Amb un TTM curt (1), malgrat els costos més elevats (Cost), els beneficis finals (Guany) poden ser més grans que amb un TTM llarg (2).

En el comerç, el temps de comercialització (amb acrònim anglès TTM) és el temps que triga des que un producte es concep fins que està disponible per a la venda. La raó per la qual el temps de comercialització és tan important és que arribar tard erosiona el mercat adreçable al qual els productors han de vendre el seu producte. Una hipòtesi comuna és que el TTM és més important per als productes primerencs, però en realitat un llançament tardà del producte en qualsevol indústria pot afectar negativament els ingressos, des de reduir la finestra d'oportunitat per generar ingressos fins a fer que el producte quedi obsolet més ràpidament.
La primera conferència registrada sobre Time-to-Market va ser organitzada per Bart Hall d'AiC i es va celebrar els dies 25 i 26 d'octubre de 1995 al St James Hotel de Londres. Va ser presidit per Mike Woodman, llavors de Logica i ara de Coplexia Consulting, i Allen Porter d'AIIT.
No hi ha estàndards per mesurar TTM, i els valors mesurats poden variar molt. En primer lloc, hi ha una gran variació en com les diferents organitzacions defineixen l'inici del període.
Per exemple, a la indústria de l'automòbil, el període de desenvolupament comença quan s'aprova el concepte de producte. Altres organitzacions s'adonen que poc passarà fins que el projecte tingui personal, cosa que pot trigar molt de temps després de l'aprovació si els desenvolupadors estan lligats als projectes existents. Per tant, consideren el punt d'inici quan el projecte està totalment equipat. La part inicial d'un projecte (abans que s'hagi donat l'aprovació o s'assigni personal complet) s'ha anomenat front end difusa, i aquesta etapa pot consumir molt de temps. Tot i que la part frontal difusa és difícil de mesurar, s'ha d'incloure en les mesures de TTM per a una gestió eficaç de TTM.
Les organitzacions persegueixen la millora del TTM per diverses raons. Algunes variacions de TTM són:
- Flexibilitat per agafar la finestra del mercat. És el moment òptim per llançar un producte i maximitzar el benefici. Abans d'aquest punt, el vostre producte mai arribarà al públic objectiu complet. Després d'aquest punt, les vendes mai arribaran al pic òptim.
- La velocitat pura, és a dir, porta el producte al mercat el més ràpidament possible. Això és valuós en indústries en moviment ràpid, però no sempre és el millor objectiu.
- Horaris més previsibles. En lloc d'arribar al mercat el més aviat possible, el lliurament a temps, per exemple per tenir el nou producte disponible per a una fira comercial, pot ser més valuós. A més de processos com Stage-Gate o Six Sigma, la gestió del risc del projecte és una eina eficaç aquí.
- Minimitzar els recursos, especialment la mà d'obra. Molts gestors pensen que com més curt sigui el projecte, menys costarà, de manera que intenten utilitzar TTM com a mitjà per reduir despeses. Un mitjà principal per reduir la TTM és dotar de personal més important al projecte, de manera que un projecte més ràpid pot ser realment més car.
- Flexibilitat per fer canvis. La innovació de producte està íntimament lligada al canvi, i sovint la necessitat de canvi apareix a la meitat d'un projecte. En conseqüència, la capacitat de fer canvis durant el desenvolupament sense ser massa pertorbador pot ser valuosa. Per exemple, l'objectiu d'un pot ser satisfer els clients, cosa que es podria aconseguir ajustant els requisits del producte durant el desenvolupament en resposta als comentaris dels clients. Aleshores, el TTM es podria mesurar des de l'últim canvi de requisits fins que es lliura el producte.